# Nuria Castejon
Nuria Castejon, née en Espagne, est une chorégraphe espagnole.

## Biographie
Nuria Castejon étudie avec le Ballet national d'Espagne et se produit avec plusieurs compagnies de danse espagnoles. En tant que chorégraphe, elle a créé de nombreux ballets et danses, ainsi que de nombreuses productions d'opéra, notamment Carmen (Bizet), La rondine (Puccini), Don Giovanni (Mozart), Il barbiere de Siviglia (Rossini), Pagliacci (Leoncavallo,,).

## Chorégraphies
- 2006 : Le Chanteur de Mexico, mise en scène d'Emilio Sagi (Théâtre du Châtelet)
- 2006 : Volver de Pedro Almodóvar (instructrice de flamenco pour Penélope Cruz)[pertinence contestée]
- 2018 : Peau d'âne (spectacle musical)[4]